# Campeonato de Australia 1966
Lista de los campeones del Abierto de Australia de 1966:

## Individual masculino
Roy Emerson (AUS) d. Arthur Ashe (USA),  6–4, 6–8, 6–2, 6–3

## Individual femenino
Margaret Court (AUS) d. Nancy Richey (USA), Walkover

## Dobles masculino
Fred Stolle/Roy Emerson (AUS)

## Dobles femenino
Carole Caldwell Graebner (USA)/ Nancy Richey (USA)

## Dobles mixto
Judy Tegart Dalton (AUS)/Tony Roche (AUS)
| Predecesor: 1965                                       | Abierto de Australia 1966 | Sucesor: 1967                         |
| Predecesor: Campeonato nacional de Estados Unidos 1965 | Grand Slam 1966           | Sucesor: Torneo de Roland Garros 1966 |

- Datos: Q2718214